# Jerusalema
Jerusalema – południowoafrykański kryminał z 2008 roku.

## Główne role
- Daniel Buckland - Josh Freidlander
- Robert Hobbs - Detektyw Swart
- Kevon Kane - Van C - diler narkotykowy
- Eugene Khumbanyiwa - Diler narkotykowy
- Motlatsi Mahloko - Młody Zakes
- Jafta Mamabolo - Młody Kunene
- Shelley Meskin - Leah Freidlander
- Kenneth Nkosi - Sithole
- Ronnie Nyakale - Zakes Mbolelo
- Louise Saint-Claire - Anna-Marie van Rensburg
- Rapulana Seiphemo - Lucky Kunene
- Jeffrey Zekele - Nazareth
- Mzwandile Ngubeni - Młody Bull

## Fabuła
Lucky Kunene mieszka w slumsach Hillbrow. Szukając szansy na wyrwanie się z okolicy zostaje drobnym złodziejaszkiem, w końcu zaczyna kraść samochody. Po pewnym czasie dochodzi do wniosku, że jeśli ma osiągnąć coś naprawdę wielkiego, musi wziąć sprawy w swoje ręce. Wpada na pomysł stworzenia agencji nieruchomości, która osiąga duży sukces głównie dzięki brutalnym metodom. Ale pojawiają się komplikacje. Zostaje wplątany w wojnę między policją a handlarzem narkotyków i musi lawirować między jednymi a drugimi, by zachować swoje imperium...